# Pont de Claverol
El Pont de Claverol és un pont que uneix els termes municipals de Conca de Dalt, dins de l'antic terme de Claverol i la Pobla de Segur, al Pallars Jussà. És a tocar del poble del Pont de Claverol.
Està situat al sud-est de la Pobla de Segur i a ponent del Pont de Claverol, damunt de la Noguera Pallaresa just a la cua del pantà de Sant Antoni. Des dels primers anys del segle xxi hi ha dos ponts: l'antic, més al nord, i el modern, 280 metres al sud-oest. Aquest darrer és una moderna obra d'enginyeria més llarg i ample que el primer. El pont antic arribava a l'extrem nord del Pont de Claverol des del nucli vell de la Pobla de Segur, mentre que el vell hi arriba a l'extrem sud, des de l'entrada del sud-oest de la Pobla de Segur, ran del Flamisell.
El pont modern fa 85 metres de longitud, 20 més que l'antic, i 10 d'amplada, davant de només 8 de l'antic. Tots dos ponts acullen la carretera local LV-5182, en els seus dos traçats, l'antic i l'actual.